# Острау (Саксонија)
Острау (њем. Ostrau) општина је у њемачкој савезној држави Саксонија. Једно је од 61 општинског средишта округа Средња Саксонија. Према процјени из 2010. у општини је живјело 4.166 становника. Посједује регионалну шифру (AGS) 14522450.

## Географски и демографски подаци
Острау се налази у савезној држави Саксонија у округу Средња Саксонија. Општина се налази на надморској висини од 171 метра. Површина општине износи 52,6 km². У самом мјесту је, према процјени из 2010. године, живјело 4.166 становника. Просјечна густина становништва износи 79 становника/km².